# رومن ویشنیاک
رومن ویشنیاک (به انگلیسی: Roman Vishniac) ۱۹ اوت ۱۸۹۷ -ا ۲۲ ژانویه ۱۹۹۰) عکاس روسی آمریکایی است و بخاطر ثبت فرهنگ یهودیان بر روی فیلم عکاسی در مرکز و شرق اروپا قبل از هولوکاست بیشتر شناخته شده‌است. بایگانی کامل کارهایش در مرکز عکاسی بین‌الملل است. او یک عکاس کاملأ چیره و خبره، یک زیست‌شناس، یک پژوهشگر هنر و معلم تاریخ هنر بود. او به تاریخ به‌ویژه تاریخ نیاکان خود بسیار علاقه‌مند بود. رومن جایزه‌های بین‌المللی برای عکس‌های با موضوع یهودیت و همچنین جشن پورترهها و زیست‌شناسی گرفت.
کتاب جهان ازمیان‌رفته (A Vanished World) او در سال ۱۹۸۳ به چاپ رسید که بهترین عکس‌های فرهنگ یهودیت در اروپای شرقی و مرکزی در دههٔ ۱۹۳۰ را نشان می‌دهد. از او به عنوان یک بشر دوست یا اومانیسم یاد می‌شود. او در سنت پترزبرگ در کنار پدر و مادر بزرگش به دنیا آمد و در مسکو بزرگ شد. او یک خواهر داشت. در بچگی به عکاسی و زیست‌شناسی علاقه داشت.
در خانه به‌طور خصوصی تحصیل می‌کرد اما از ۱۰ تا ۱۷ سالگی به مدرسه غیرانتفاعی رفته و یک مدال طلای پژوهشگری برده‌است. ویشنیاک به عنوان یک دانشجوی تحصیل کرده در رشته پزشکی بمدت سه سال با استادان معروف زیست‌شناسی مثل نیکولای کولتزاوف کار کرده‌است. به دلیل مخالفت با یهودیت در مسکو در سال ۱۹۱۸ به برلین مهاجرت می‌کند و با لوتا باگ ازدواج می‌کند و صاحب دو فرزند به نام‌های مارا و ولف می‌شود. در وقت‌های آزادش در مورد هنر شرق در دانشگاه برلین پژوهش می‌کرد و در مورد نورشناسی یا فیزیک نور پژوهش کرده و عکس‌هایی از این نمونه دارد.
در سال ۱۹۳۵ در آلمان به گروه طرفداران یهودیت پیوست و در سال ۱۹۴۰ به پاریس بازمی‌گردد اما به دلیل نداشتن تابعیت دستگیر و به کمپ منتقل می‌شود. پس از سه ماه به دلیل کمک‌های همسرش و کمیتهٔ آمریکایی یهودی برای آمریکا ویزای خانوادگی دریافت می‌کند.
در سال ۱۹۴۰به نیویورک می‌رود در حالی که به آمریکایی تسلط نداشته اما به آلمانی و روسی تسلط داشته‌است. مادر رومن به دلیل سرطان در سال ۱۹۴۱ فوت می‌کند. در سال ۱۹۴۶ دخترش با خانواده دوستش ازدواج می‌کند.
او تعدادی از عکس‌هایش را برای رئیس‌جمهور می‌فرستد که بسیار مورد تشکر واقع می‌شود.
از ۱۶۰۰۰ عکسی که از اروپای شرقی گرفته فقط ۲۰۰۰ نسخه آن به آمریکا می‌رسد و بقیه به وسیلهٔ خودش و خانواده‌اش ضبط و نگهداری می‌شود. او در هنگام پیری نیز دست از پژوهش بازنمی‌دارد و در سال ۱۹۵۷ در دانشگاه پزشکی آلبرت انیشتین پژوهش می‌کرده‌است و در سال ۱۹۶۱ به عنوان پروفسور زیست‌شناسی فارغ‌التحصیل شده‌است. رومن در ۷۰_۸۰ سالگی با زنش در منهتن زندگی می‌کرده، تدریس و عکاسی و مطالعه نیز می‌کرده‌است. کلکسیون او شامل بودای قرن چهاردهم چین و ژاپن، میکروسکوپ‌های قدیمی و نقشه‌های قدیمی با ارزش و کتاب هاست.
ویشنیاک موضوعاتی همچون هنر روسیه، فلسفه عمومی، مذهب در دانش و علم، یهودیت، اکولوژی، عکاسی و دانش عمومی را در دانشگاه نیویورک تدریس می‌کرده‌است.
رومن درجه افتخاری دکترا را از مدرسه طراحی جزیره Rhade و دانشگاه هنر کلمبیا و دانشگاه هنر کالیفرنیا گرفته‌است.
رومن ویشنیاک در نهایت از سرطان روده بزرگ در گذشت.